# Акула-лисиця довгохвоста
Акула-лисиця довгохвоста (Alopias vulpinus) — вид ламноподібних акул родини акул-лисиць (Alopiidae).

## Опис
Максимальна довжина більше 6 м, маса 500 кг. Звичайні розміри риб в ярусних уловах 170—340 см, маса — 30-100 кг. Статева зрілість настає при довжині 260 см і масі не менше 50 кг.
Довжина тіла від кінця рила до початку основи першого спинного плавця трохи більше чверті абсолютної довжини тіла. Довжина верхньої лопаті хвостового плавця — понад 50 % абсолютної довжини тіла. Зуби дрібні загострені, без зубців, зазвичай більше 29 рядів у кожній щелепі.
Забарвлення спини від темно-бронзового до чорного, боки з наближенням до черевної сторони світлішають, здобуваючи бронзовий колір із зеленуватим відтінком. Черево світле, але не яскраво-біле. Верхня сторона грудних плавців темно-коричнева. Інші плавці мають темне, майже чорне забарвлення.

## Поширення
Широко поширена у всіх океанах, переважно в субтропічних районах.

## Спосіб життя
Морська риба, часом утворює зграї. Накопичується на банках, над материковими і острівними схилами, у відкритих водах — поблизу фронтальних зон.

## Розмноження
Яйцеживородна риба. Парування і пологи відбуваються протягом усього року.

## Розвиток і зростання
У розширену частину яйцепроводів надходять запліднені яйця, укладені у шкірясті прозорі капсули овальної форми. Вихід ембріонів з капсули відбувається при довжині 8-9 см; подальший розвиток ембріонів протікає в яйцепроводах. Зазвичай в кожному яйцепроводі міститься по одному ембріону. Тривалість розвитку близько року. Народжує по 2-4 дитинчати довжиною до 150 см.

## Живлення
Хижа риба. Живиться переважно зграєвими пелагичними рибами. До складу їжі входять скумбрія, луфар, шед, менхеден, пеламіда, сарган, сардина, ставрида, макрель, риба-шабля, макруруси, міктофові, дрібні тунці, а також краби, креветки, восьминоги і кальмари.

## Міграції
У теплу пору року ця акула робить міграції у моря помірного поясу. Наприклад, в Атлантичному океані вона доходить влітку до затоки Св. Лаврентія і до Лофотенских островів (Північна Норвегія). В Індійському океані відомий випадок переміщення міченої акули за два роки на 840 миль.

## Промисел і використання
При ярусному лові у відкритих водах становить до 20 % загального вилову акул. Спеціалізований промисел не ведеться. Врахований світовий вилов (т): 1992 р. — 105, 1994 р. — 34, 1996 р. — 20, 1997 р. — 67, 1998 р. — 393, 1999 р. — 495, 2000 р. — 650. Ловиться пелагічними ярусами; 70-90 % уловів у відкритих водах припадає на горизонти 180—265 м, а у прибережних водах і на банках — на 85-140 м.
У Франції вживається в їжу в свіжому вигляді. У нашій країні використовується для виготовлення кормового борошна; з печінки отримують жир.